# 카루스
마르쿠스 아우렐리우스 카루스 아우구스투스(라틴어: Marcus Aurelius Carus Augustus, 222년경 ~ 283년 7월 또는 8월)는 로마 제국의 42대 황제이다. 282년부터 283년까지 재위하였다. 그는 즉위하였을 때 이미 60세라는 고령의 나이였으며, 짧은 재위 기간 동안 그는 도나우강에서 게르만 족과 사르마니아인들과 싸우며 보냈다.
그는 사산조 페르시아와 전쟁을 벌이던 중 갑작스럽게 사망하였는데, 아마도 낙뢰를 맞아 사망한 것으로 추측된다. 이후 그의 뒤를 이어 그의 아들인 카리누스와 누메리아누스가 제위에 올랐다.

## 생애
카루스의 본래 이름, 즉 황제 자리에 오르기 전의 이름은 마르쿠스 누메리우스 카루스로 추정된다. 그의 출생에 대해서는 다양한 기록들이 존재하는데, 갈리아, 일리리아 지방, 아프리카 지방에서 태어났다는 기록들이 현재까지 전해져 내려오고 있다. 현대의 주류 고고학계는 그가 갈리아 지방의 나르본에서 태어나 로마로 와서 고등 교육을 받은 것으로 추측하고 있다. 그가 어떤 삶을 살았고 어떠한 공직들을 거쳐 살아왔는지는 당시의 기록이 많이 남아있지 못한 탓에 자세하게 알 수 없다. 그나마 남아있는 사료들을 집합한 결과에 의하면 그는 원로원 의원이었고, 군과 민간 사무직을 번갈아가며 다양한 공직 경력들을 거쳤으며 282년에 프로부스 황제에 의하며 근위대장으로 임명되었다.
그의 즉위 과정에 대해서는 약간 논란이 존재한다. 주로 라틴어로 쓰인 기록에 의하면 카루스는 프로부스 황제가 시르미움에서 군인들에 의해 살해된 직후 황제로 추대되었다고 한다. 하지만 그리스어로 쓰인 기록에 따르면, 그는 라에티아 지방에서 반란을 일으켜 프로부스 황제를 죽였다는 것이다. 어쨌든 그는 이후 자신이 황제에 오른 것을 로마의 원로원에 통보한 다음, 곧바로 로마로 돌아가지 않았다. 그의 이와 같은 행적은 프로부스 황제 때 엄격하게 존중해준 원로원의 권위를 정면으로 무시했다는 점에서, 후에 원로원의 권력이 약화되기 시작하는 계기가 되었다는 점에서 큰 의미가 있다. 이와 같은 행동은 이후 디오클레티아누스 황제가 노골적으로 원로원의 권력을 통제하기 시작하며 더더욱 가속화되었다.

### 사산조 페르시아와의 전쟁과 급사
카루스는 황위에 오른 직후, 그의 전임자였던 프로부스가 시작했던 동방 정벌을 계속하기로 마음먹었다. 그는 그의 아들들이었던 카리누스와 누메리아누스에게 '카이사르'의 칭호를 내렸고, 카리누스에게는 카루스가 동방을 정복하는 동안 제국의 서쪽 지역을 맡아 치안을 유지하라는 명을 내려 보냈다. 또다른 아들이었던 누메리아누스는 자신과 함께 동행하도록 하여 페르시아인들과 맞서 싸우는 데에 동참하도록 하였다. 
283년 동쪽 변경 지대에 도착한 카루스는 사산조 페르시아에게 선전포고했다. 이에 페르시아의 샤한샤 바흐람 2세는 평화 협상을 제의하기 위해 사신을 보냈다. 왕중왕이 보낸 사절단이 로마군 진영에 도착하여 황제를 만나보고 싶다고 하자, 병사들은 풀밭 위에 앉아 있던 한 군인에게 안내했다. 그 군인은 말라 비틀어진 베이컨과 딱딱한 콩으로 식사를 하고 있었는데, 남루한 보라색 외투만이 그가 황제라는 걸 알려줬다.
카루스는 대머리를 감추기 위해 쓰고 있던 모자를 벗으면서 페르시아 왕이 로마 제국의 우월성을 인정하지 않는다면 페르시아는 이 대머리처럼 아무것도 남는 게 없을 거라고 말했다. 사절단은 공포로 몸을 떨며 물러갔고, 카루스는 곧바로 자신의 위협을 실천에 옮겼다. 카루스는 트라키아 지방과 소아시아 지방으로 진군해나갔고 메소포타미아 지방으로 진군한 다음 셀레우키아, 크테시폰 등과 같은 도시들을 함락시켰다. 이후 그는 군대를 이끌어 티그리스 강 유역까지 진출하였다.
당시의 페르시아 왕이었던 바흐람 2세는 내부 갈등으로 인해 함부로 움직일 수 없었던 상태였고, 페르시아 군대는 아프가니스탄 지역에서 있던 소요를 진압하느라 로마 군대를 제대로 막아낼 수 없었던 상태였다. 복잡한 내부 사정으로 인해 로마에 제대로 대항할 수 없었던 당시 페르시아의 상황은 오히려 로마 제국에게는 절호의 기회였고, 로마 제국은 이전에 페르시아에게 당한 치욕들을 모두 씻어내기 위해 그 어느때보다 군대를 거세게 휘몰아쳤다. 원로원은 카루스의 이러한 공적을 치하하며 Persicus Maximus라는 칭호를 수여하였다. 하지만 로마 군대는 이후 얼마 더 나아가지 못하고 철군해야만 했는데, 이는 카루스의 급사 때문이었다. 카루스는 원정 도중 갑작스럽게 사망하는데, 이는 아마 낙뢰 때문일 것으로 추정되고 있다.

## 업적
그가 죽은 이후, 페르시아 원정의 지휘권은 곧바로 그의 아들인 누메리아누스에게 이양되었다. 누메리아누스는 본디 싸움을 좋아하는 성격도 아니었고, 군사들의 압력도 있었기에 아버지가 죽은 직후 군대를 티그리스 강 너머로 철수했다. 이와 같은 이유로는, 군인들의 불안감이 가장 큰 몫을 하였다. 카루스 황제가 낙뢰에 맞아 죽었다는 것은 마치 신들이 로마 제국을 저주하는 것처럼 여겨졌고, 만일 로마 군대가 티그리스 강을 넘어 더 진군했다가는 그들 전체에게 저주가 내릴 것이라는 불안감이 군대 전체에 만연해 있었던 것이다. 이후 페르시아는 크게 세력을 잃고 로마의 간접적인 간섭과 통치를 어쩔 수 없이 받아들여야만 했다.
정치적 분야에서 보자면, 카루스는 원로원의 권력을 제한하였다는 데에 큰 영향을 끼쳤다. 당시 원로원의 권력은 프로부스 황제에 의해 부분적으로 회복된 상태였는데, 카루스 황제가 원로원에게 자신의 즉위를 인정해 달라는 서한조차 보내지 않고 '통보'의 형식으로 전했다는 점에서 이미 원로원의 권위가 실추되기 시작했음을 알 수 있다. 그는 군과 민을 통합적으로 여긴 마지막 황제이기도 하였는데, 그의 뒤를 이은 디오클레티아누스 황제부터는 군사와 민간 부문을 엄격하게 나누었으며, 황제 중심의 1인 독재 체제를 공고히 구축하였다는 점에서 카루스의 행적은 어느 정도의 의의를 가진다.
카루스는 고결한 성품과 자비로 유명했지만, 프로부스의 암살, 그리고 원로원에 대한 적대적 태도는 역사가들이 나중에 그를 부정적인 인물로 묘사하게 하는데 큰 영향을 끼쳤다.

## 같이 보기
- 군인 황제 시대

1. ↑  에드워드 기번 『로마 제국 쇠망사』1권 12장